# São Pedro de Penaferrim
São Pedro de Penaferrim ist ein Ort und eine ehemalige Gemeinde (Freguesia) im portugiesischen Kreis (Concelho) von Sintra. Die Gemeinde hatte 13.984 Einwohner (Stand 30. Juni 2011). Sie stellt einen Teil des Stadtgebiets von Sintra dar.
Der als Monumento Nacional denkmalgeschützte Kloster-Komplex Penha Longa mit der Igreja da Penha Longa liegt hier.
Im Zuge der Gebietsreform vom 29. September 2013 wurden die Innenstadtgemeinden Sintra (São Pedro de Penaferrim), Sintra (Santa Maria e São Miguel) und Sintra (São Martinho) zur neuen Gemeinde União das Freguesias de Sintra (Santa Maria e São Miguel, São Martinho e São Pedro de Penaferrim) zusammengeschlossen.